# Regina Hemker-Möllering
Regina Alwine Hemker-Möllering (* 17. Februar 1952 in Rheine) ist Betriebswirtin des Handwerks und war die Zweite Stellvertretende Bürgermeisterin der Stadt Steinfurt.
Sie ist gelernte Arzthelferin, verheiratet und hat fünf Kinder.

## Ehrungen und Auszeichnungen
- Unternehmenspreis 2007 „Wir wollen: Wirtschaft für Schule in NRW“ unter Schirmherrschaft von Ministerpräsident Jürgen Rüttgers: „Ehrenpreis für langfristiges und nachhaltiges Engagement zu Gunsten der Schulen in Nordrhein-Westfalen“ für die Tischlerei und Zimmerei Heinz Hemker, Auszeichnung des Ehepaars Regina und Heinz Hemker für die Förderung lernschwacher und verhaltensauffälliger Jugendlicher durch Praktika und Ausbildungsplätze[1].

- 2009: Bundesverdienstkreuz am Bande für ihr Engagement für lernschwache Jugendliche[2].

## Engagement

### Für Jugendliche
Regina Hemker-Möllering engagiert sich ehrenamtlich sowie beruflich für die Integration benachteiligter Jugendlicher (sowohl lernschwacher als auch hochbegabter) in den Arbeitsmarkt. Sie war:
- Vorstandsvorsitzende der Octagoni Elterninitiative für begabte Kinder e.V.[4]
- Stellvertretende Aufsichtsratsvorsitzende des Vereins „Lernen fördern“ Kreis Steinfurt[5]

### In der Politik
Seit 1999 ist sie als Sachkundige Bürgerin im Rat der Stadt Steinfurt beratend tätig, seit 2004 als Ratsmitglied der FDP-Fraktion, vorwiegend im Ausschuss für Soziales, Jugend, Familie und Gesundheit. Sie ist Vorstandsmitglied der Liberalen Frauen Münsterland und seit 2009 die Zweite Stellvertretende Bürgermeisterin der Stadt Steinfurt.

### Sonstiges
Regina Hemker-Möllering war außerdem:
- Vorstandsvorsitzende des Kunstvereins Steinfurt[8]
- tätig bei FIRST (Förderung wirtschaftlicher Interessen im Raum Steinfurt)
- Gründungsmitglied der Unternehmerfrauen im Handwerk e.V., Arbeitskreis Steinfurt